# 한지

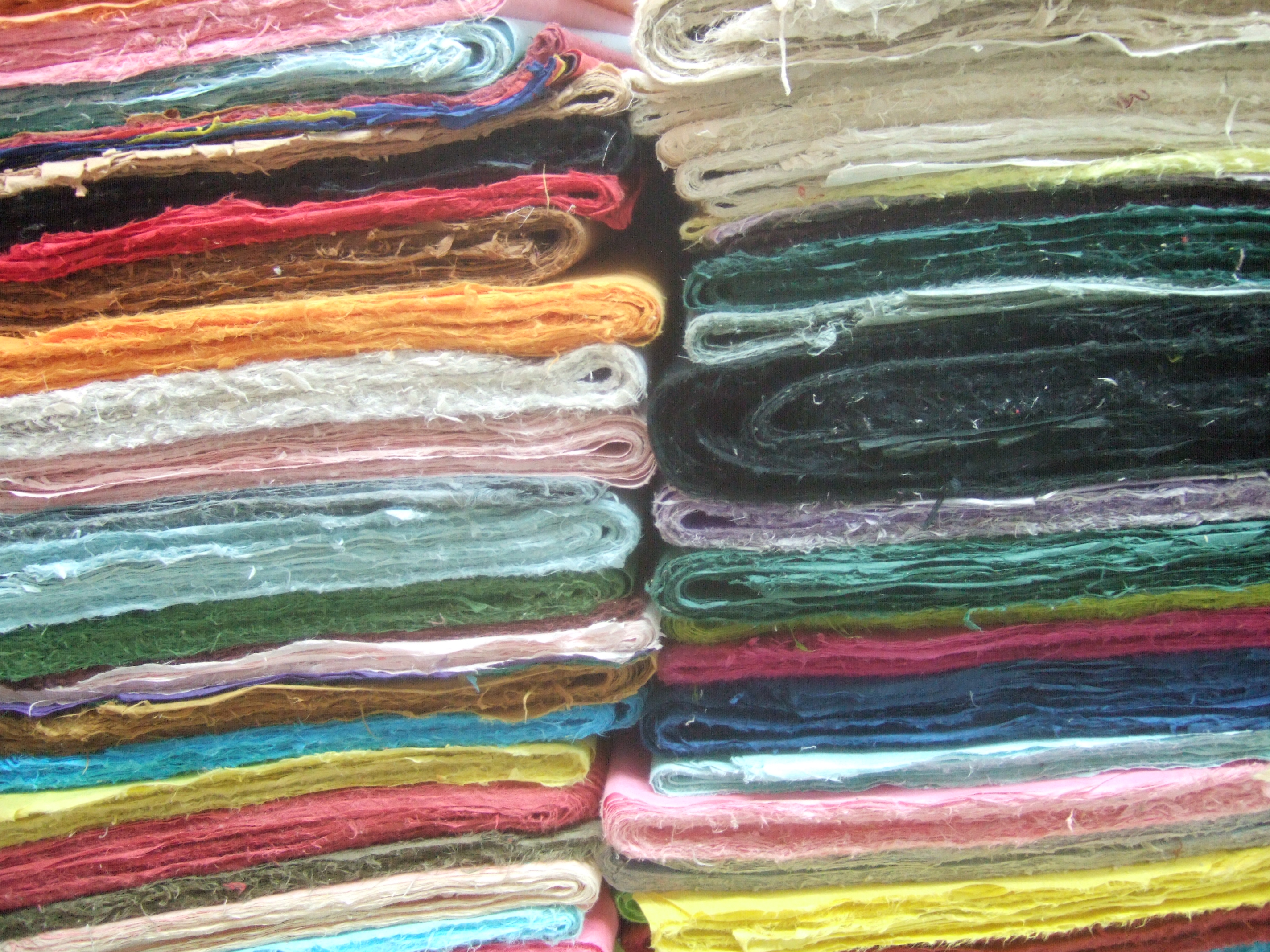
한지

한지(韓紙, 문화어: 조선종이, Korean paper 또는 hanji) 또는 닥종이는 한국 고대의 종이로  품질이 매우 우수하였다. 닥종이라는 이름에서 알 수 있듯 삼지닥나무·안피나무·닥나무·뽕나무·꾸지나무 등의 나무껍질의 섬유를 뜬 것이다.

## 역사
한지가 처음 발명된 정확한 시기는 알 수 없으나, 중국의 채륜의 제지술이 삼국시대에 전래되어 개량되고 정착되었으리라 추정된다. 1931년에는 낙랑군의 묘지에서 한지 조각이 발견되었다. 593년 고구려에 제지법이 전해졌으며, 610년 고구려에서 담징이 제묵법과 제지법을 일본에 전하였다. 한지라는 용어는 조선 시대 말엽에 전래된 서양식 기계 종이와 전통 종이를 구분하여 부르게 되면서 생긴 말이다. 704년경에는 세계에서 가장 오래된 목조 인쇄물 중 하나인 무구정광대다라니경이 제작되었다. 중국에서는 신라의 종이를 계림지(鷄林紙)라 하였다.
고려시대부터 그 명성이 높아 중국인들도 제일 좋은 종이를 ‘고려지(高麗紙)’라 불렀고, 송나라 손목(孫穆)은 《계림유사》에서 고려의 닥종이는 빛이 희고 윤이 나서 사랑스러울 정도라고 극찬하였다. 팔만대장경과 직지심체요절이 제작된 것도 고려시대의 일이다. 조선시대에는 태종대부터 조지서(造紙署)를 설치해 원료 조달과 종이의 규격화, 품질 개량을 위해 국가적 관심사로 관리해오다가 근·현대를 지나오면서 건축양식과 주거환경의 변화, 서양지의 수입으로 전통적인 한지의 명맥은 거의 단절되기에 이르렀다.
현대에는 한지의 다양한 성격이 주목받으며 특수한 분야에 주로 사용된다. 한지는 다른 종이보다 먹이 알맞게 스며들어 서예나 동양화를 그릴 때 쓰이고 새해 인사 카드나 편지지, 편지 봉투에도 쓰이며, 포장지로 쓰이기도 한다. 최근에 한지는 전통 공예품으로도 거듭나고 있는데 한지로 만든 닥종이 인형이 대표적이다.

## 제지법
한지의 주원료는 닥나무 껍질과 닥풀, 즉 황촉규(黃蜀葵)이고 한지를 만드는 방법은 시대와 지역에 따라 조금씩 다르나, 일반적으로는 다음의 순서를 따른다.
1. 우선 한지 제작에 사용할 닥나무를 채취하고 찐다(닥무지).
2. 그 다음 닥나무 껍질을 벗겨 말리는데, 이를 흑피(黑皮)라고 한다.
3. 흑피를 흐르는 물에 10시간 가량 담궈 백피를 만든다.
4. 잿물을 만들고, 4~5시간가량 백피를 삶는다.
5. 백피를 두드리는데, 이 과정을 고해(叩解)라 한다.
6. 닥풀을 만들어 지료와 닥풀을 섞고, 물에 백피를 해리 시킨다.
7. 종이를 발로 뜬다.
8. 물을 말리고 건조 시킨다.
9. 방망이 질로 각종 주름을 펴주는데, 이를 도침(陶枕)이라 한다.

이처럼 물과 불, 잿물, 황촉규액 등 자연에서 얻어진 재료를 조화롭게 활용하면서 질긴 속성을 가진 닥나무의 섬유를 손상 시키지 않고 만들기 때문에 두께가 얇아도 질겨 강도가 높고 보존성이 좋은 종이가 탄생한다. 닥나무를 베고, 찌고, 삶고, 말리고, 벗기고, 다시 삶고, 두들기고, 고르게 썩고, 뜨고, 말리는 아흔아홉 번의 손질을 거친 후 마지막 사람이 백 번째로 만진다 하여 한지를 백지(百紙)라고 부르기도 하였다.
현대에는 생산 원가와 제작 공정의 편의로 닥나무 껍질 대신 동남아시아 등지에서 수입한 펄프를 사용하고, 황촉규 대신 화학 약품인 팜을 사용하는 경우가 많다.

## 쓰임
조상들은 한지의 여러 특성을 이용해서 여러 가지 생활 도구를 만들어 사용했다. 한지는 바람과 추위를 잘 막아주어 방을 따뜻하게 해 주기 때문에 방 안의 벽에는 물론 방문이나 창문에 한지를 발라 창호지로 사용하기도 했다. 이때 한지는 햇빛이 은은하게 스며들게 하고, 방 안의 습도도 조절해주는 역할을 한다.
한지는 가볍고 질겨서 부채를 만들 때도 사용했다. 부챗살에 한지를 붙이고 그림을 그려, 부채를 만들었다. 또 한지를 여러 겹풀칠로 덧대어 반짇고리나 필통 등의 생활용품도 만들어 사용했다. 한지를 여러 겹을 겹쳐서 옻칠을 하면 가죽처럼 단단하고 질겨져서 그릇 같은 생활 용품이나 전쟁터에서 입는 갑옷도 만들었다. 옻칠을 입힌 몇 겹의 한지로 만든 지갑(紙甲)은 화살과 총알도 뚫지 못했다고 한다.
조선 후기의 문신 신위가 남긴 ‘종이는 천 년을 가고 비단은 오백 년을 간다(紙一千年 絹五百)’이라는 말에서 보듯이, 한지는 그 제작방법의 특성상 보존성과 내구성이 우수하다. 세계에서 가장 오래된 목판 인쇄물인 신라 시대 《무구정광대다라니경》을 비롯하여 《신라백지묵서대방광불화엄경》, 《대방광불화엄경》 등은 천 년을 견디는 한지의 우수성을 입증하는 유물들로 손꼽힌다.

## 종류
한지는 재료, 용도, 색채, 크기, 두께에 따라 분류되는데, 대표적인 종이들은 다음과 같다.
- 고정지(藁精紙): 귀리짚으로 만든 종이
- 간지(簡紙): 편지 쓸 때 쓰던 종이

- 감지(紺紙): 쪽물 등의 염료로 남색으로 물들인 종이
- 선익지(蟬翼紙): 잠자리 날개처럼 아주 얇은 종이

- 황지: 한국 북부 고원 지방의 종이
- 태지: 해캄을 넣어 만든 한지

이외에도 용도에 따라 창호지, 복사지, 화선지 등으로 분류할 수 있다.

## 한지장
한지장(韓紙匠)은 2005년에 국가무형문화재 117호로 지정되었다. 초대 한지장은 용인시의 1932년생 남성 류행영(柳行永)으로, 한지의 주요 원료인 닥나무와 황촉규를 직접 재배하고 있으며, 한지 제작 전 과정에 대해 다년 간의 경험을 바탕으로 다양한 한지를 제작하고 있었다. 특히 그동안의 경험과 지식을 바탕으로 한지의 품질 개량을 위해 노력하고 있으며, 그 결과 닥나무를 삶을 때 알칼리도가 높은 고추 줄기를 태운 재를 이용하는 등 다양한 개인적 경험을 축적하고 있었다. 이와 함께 종이를 뜨는 초지(抄紙) 기술 면에서는 전통 제작 방법인 외발뜨기 기술을 지키고 있으며, 특히 천연염료를 이용한 다양한 색지와 얇은 종이, 초상화지라 일컫는 큰 종이를 제작하는 기술이 뛰어난 것으로 평가되었다.
2010년에는 1937년생 장용훈(張容熏)과 임실군의 1942년생 홍춘수(洪春洙)를 보유자로 인정하였고, 2021년에는 문경시의 1946년생 김삼식(金三植), 의령군의 1947년생 신현세(申鉉世), 괴산군의 1959년생 안치용(安致聳)을 보유자로 인정했다. 이중 안치용은 2013년 작고한 초대 한지장 보유자 류행영의 제자이다.

## 갤러리

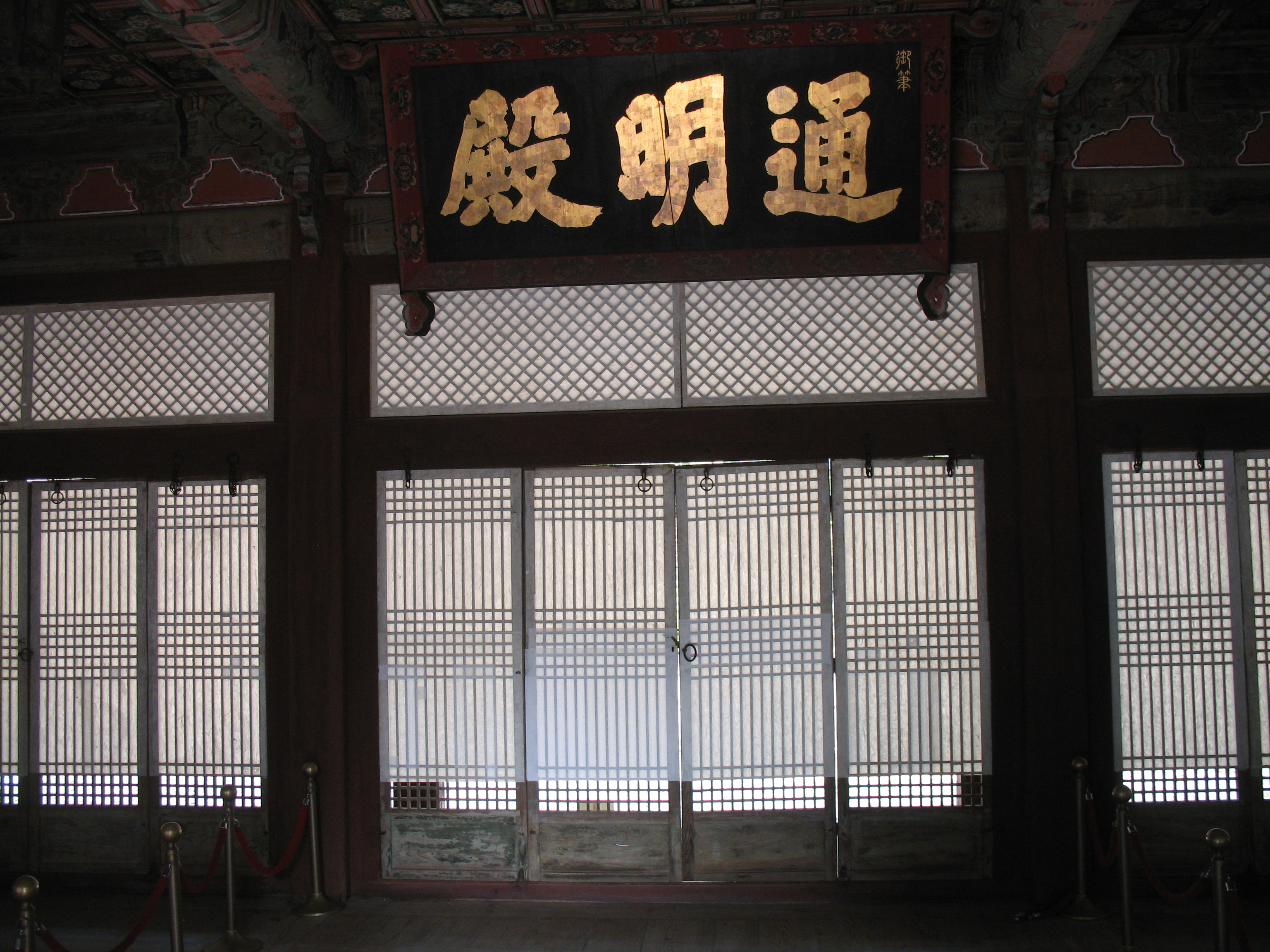
창경궁 통명전의 문살에 창호지가 붙어있다.
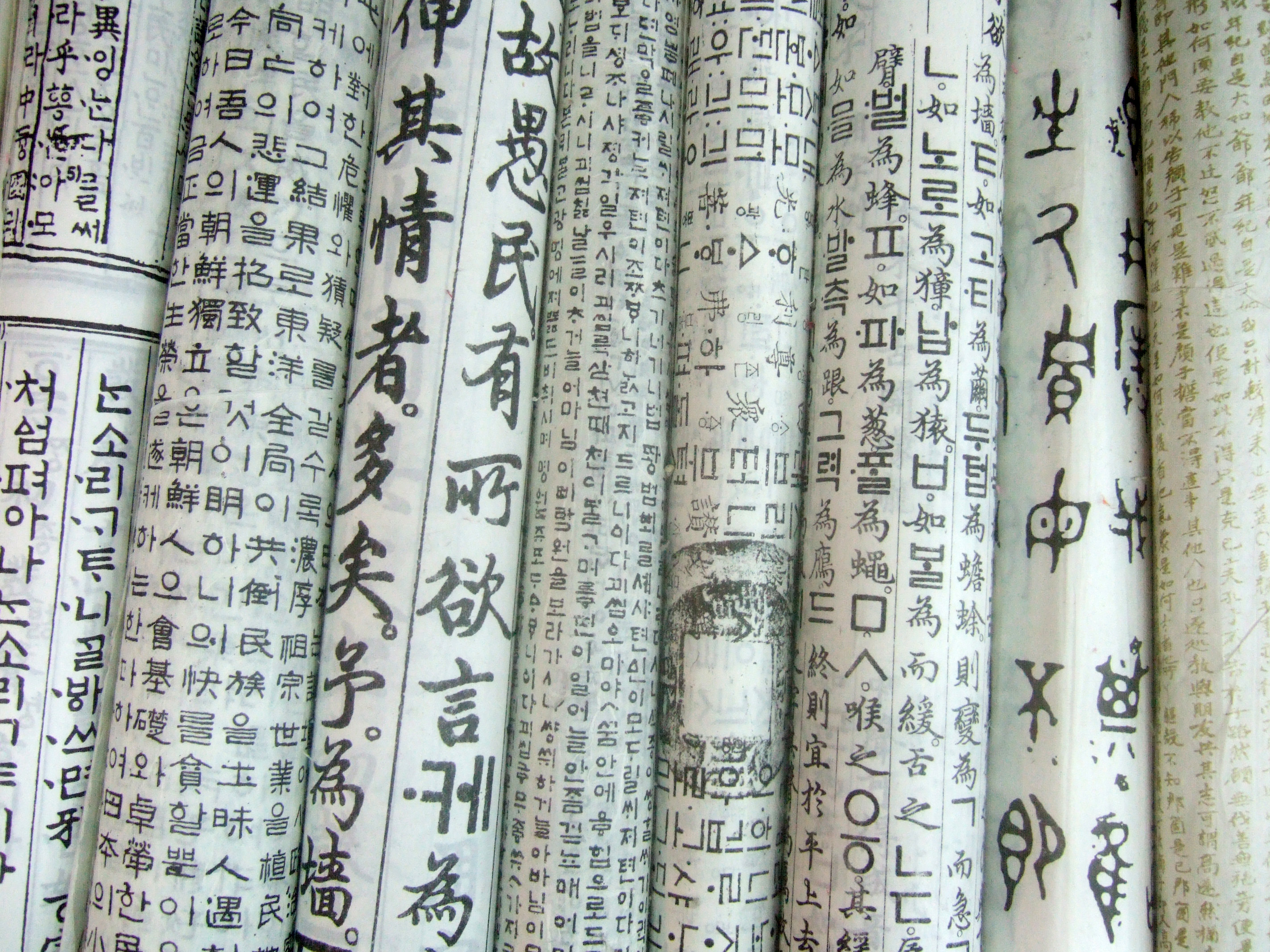
인사동에서 파는 기념품
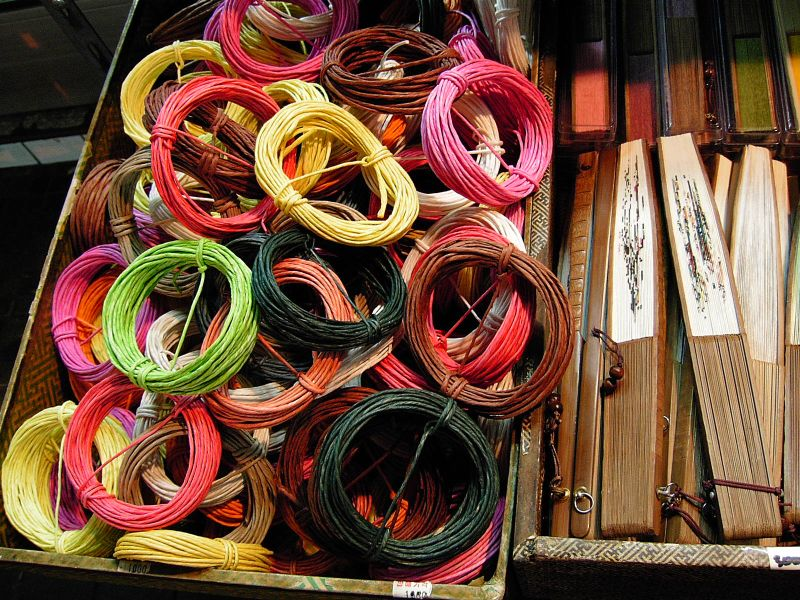
한지로 된 머리끈과 부채
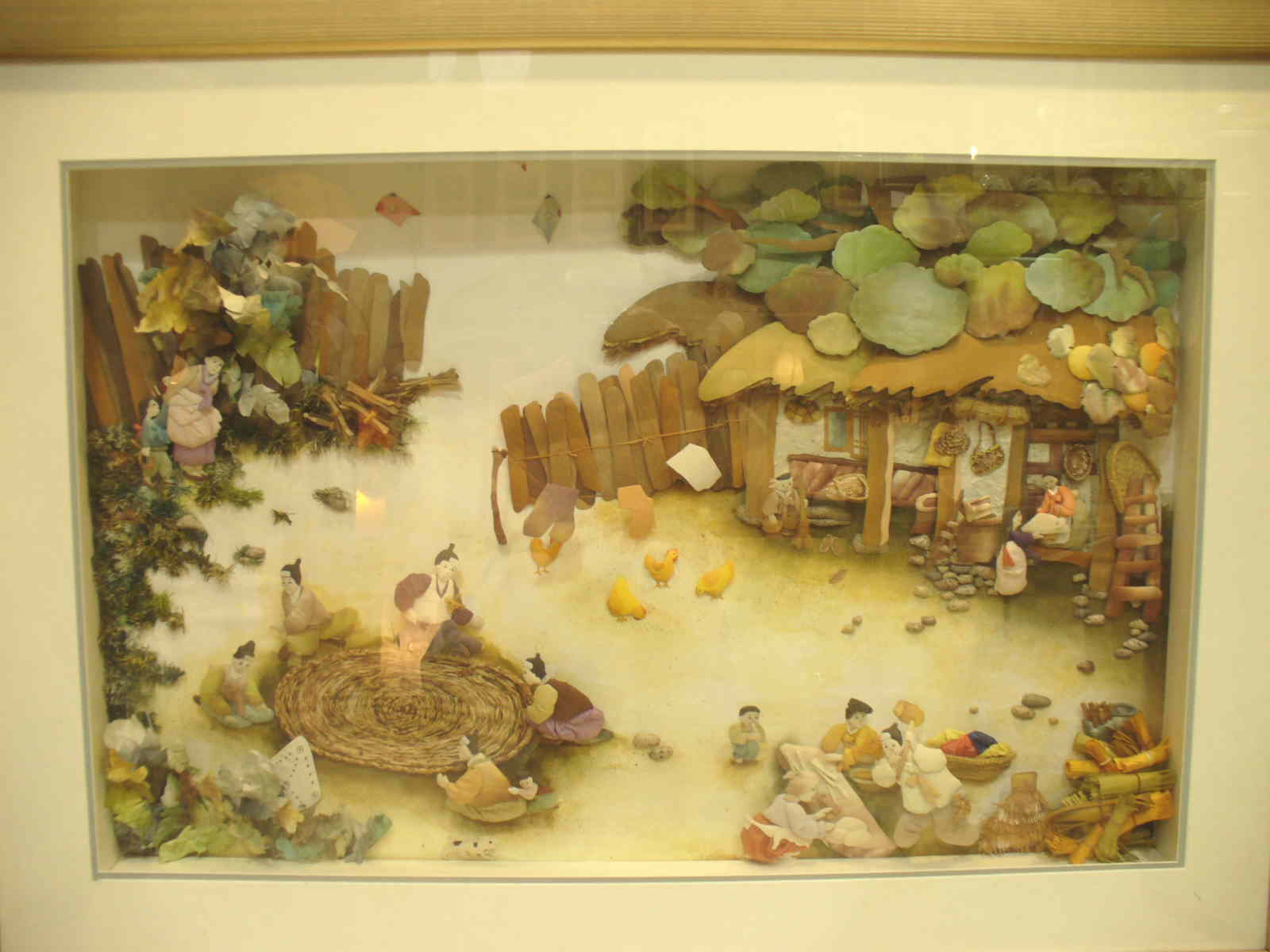
한지 공예품
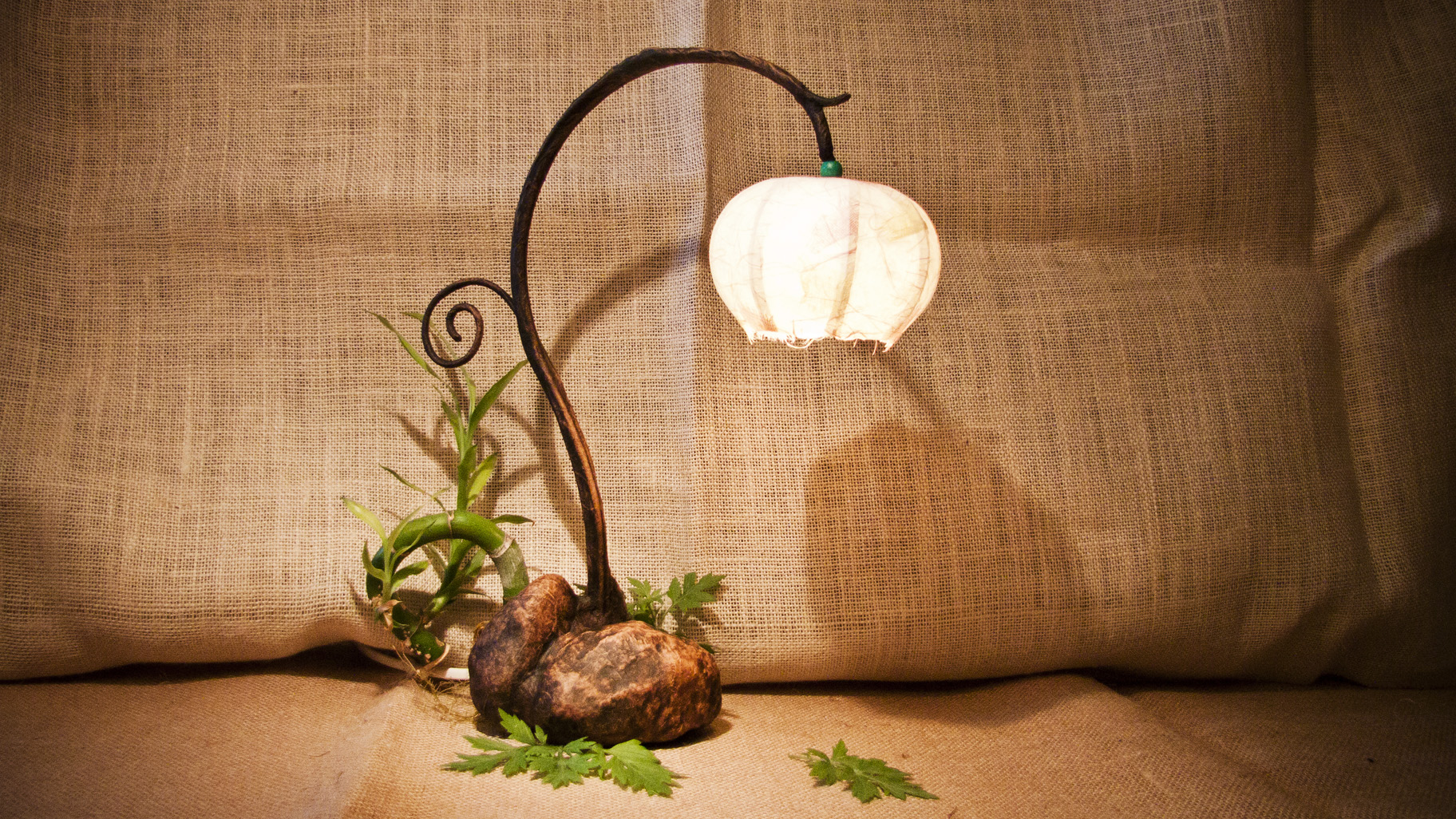
현대식 랜턴

## 관련 단체
- 전통한지공예가협회
- 한국한지공예협회
- 한국한지문화산업발전연합회
- 한지개발원
- 한지진흥협회

## 같이 보기
- 선지 (종이) : 중국의 전통 종이
- 화지 : 일본의 전통 종이